# Мангистау (станция)
Мангистау (каз. Маңғыстау станциясы) — железнодорожная станция Казахстанских железных дорог, рядом с селом Мангистау Мунайлинского района Мангистауской области.

## История
Находится в 13 километрах от областного центра Актау.
В строительстве железной дороги на полуострове Мангышлак принимали участие две организации: СМП № 137 и СПМК № 66. 29 июня 1964 года произошла стыковка 704 километровой железнодорожной ветки на 201 км пк 4 перегона Сайутес — разъезд № 9. 10 июня 1965 года был введён в эксплуатацию участок Мангышлак — Узень. 30 декабря 1966 года участок Макат — Мангышлак был сдан в постоянную эксплуатацию с торжественным прибытием первого грузового поезда на станцию Мангышлак
Постановлением Правительства Республики Казахстан от 29 ноября 2017 года, станция Мангышлак была переименована в станцию Мангистау.

## Пассажирское движение
- 310Х Актобе — Мангистау[1]
- 658Х Бейнеу — Мангистау[1]
- 077Х Мангистау — Алматы 2[1]

Ранее назначались беспересадочные вагоны до Астрахани.

## Галерея

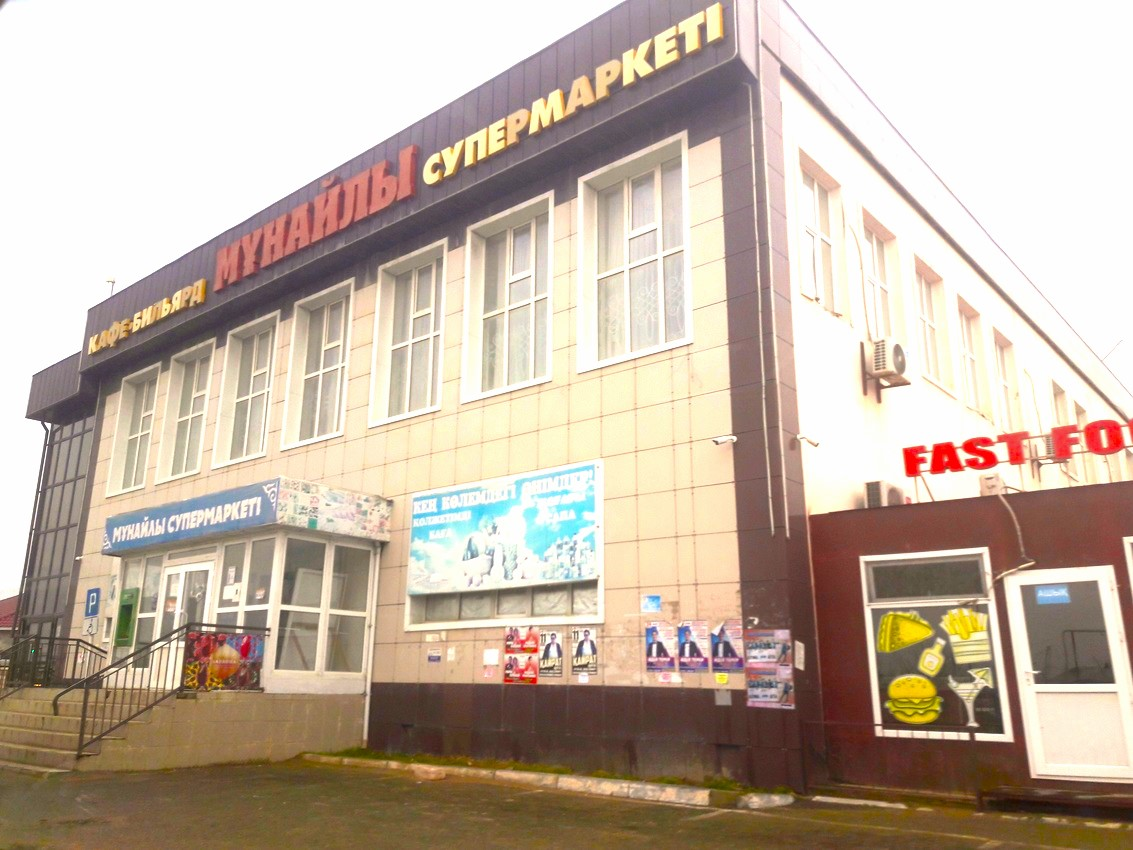
Супермаркет «Мунайлы»
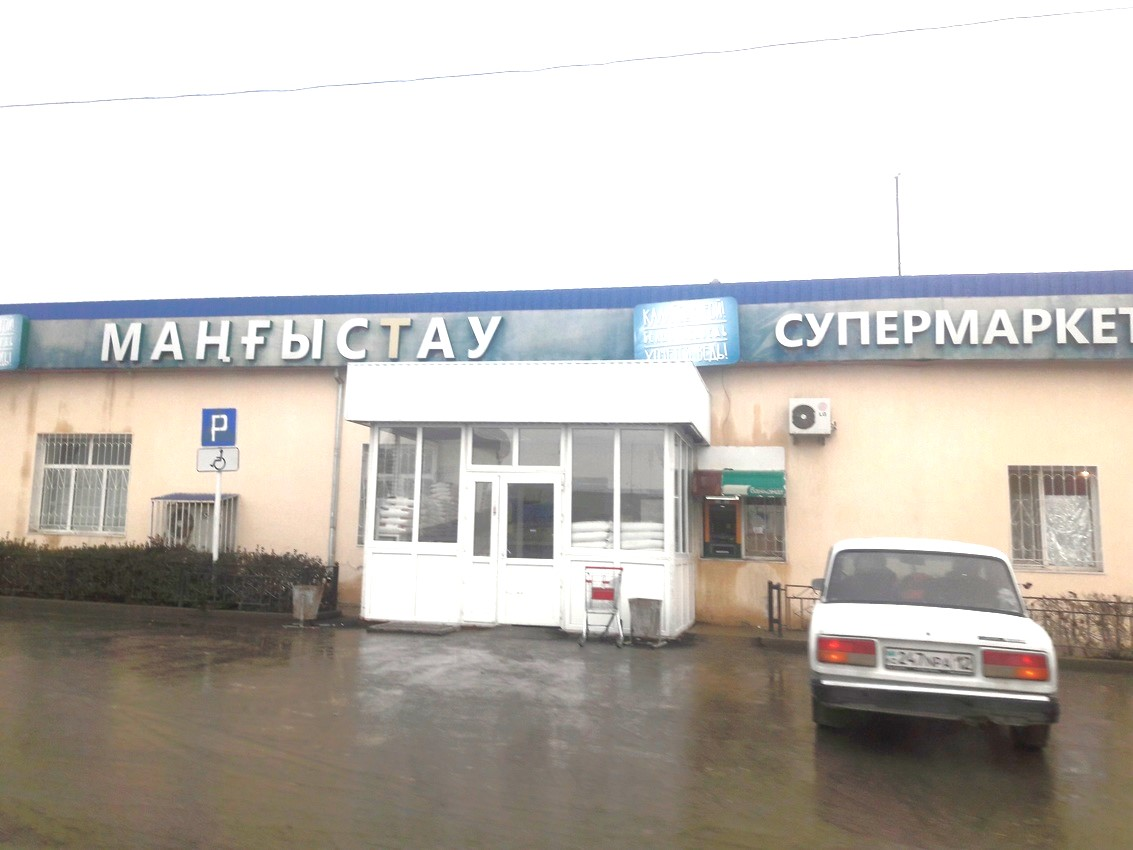
Супермаркет «Мангистау
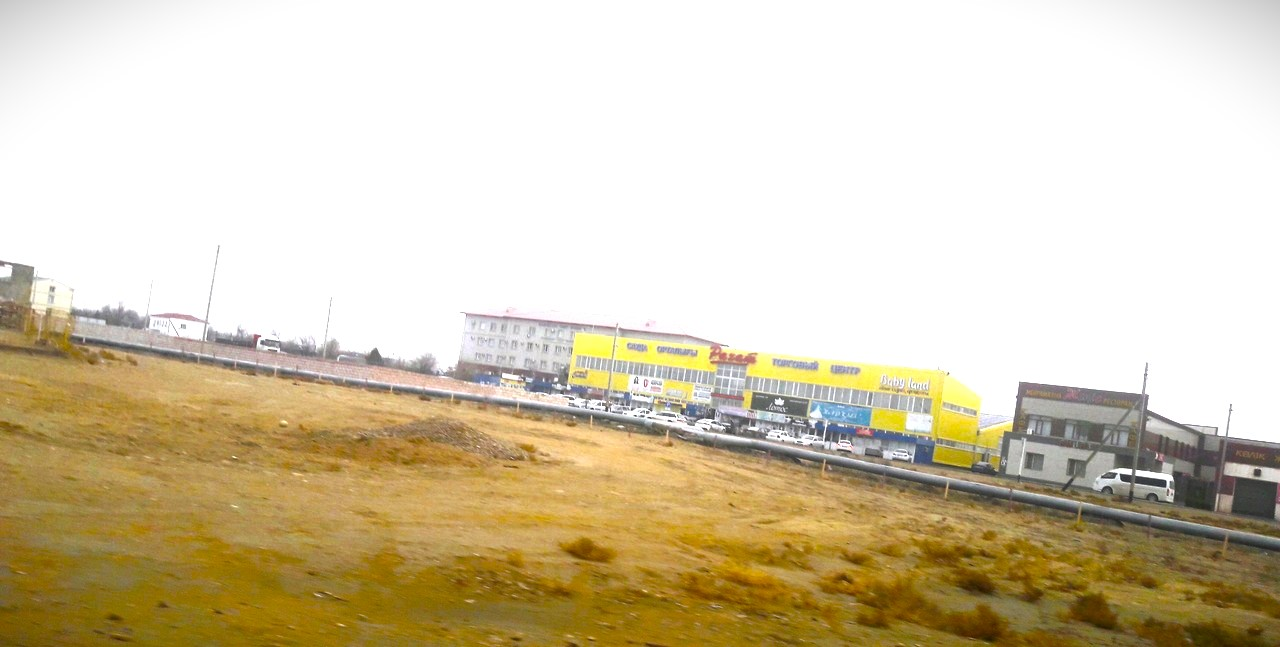
Мангистау
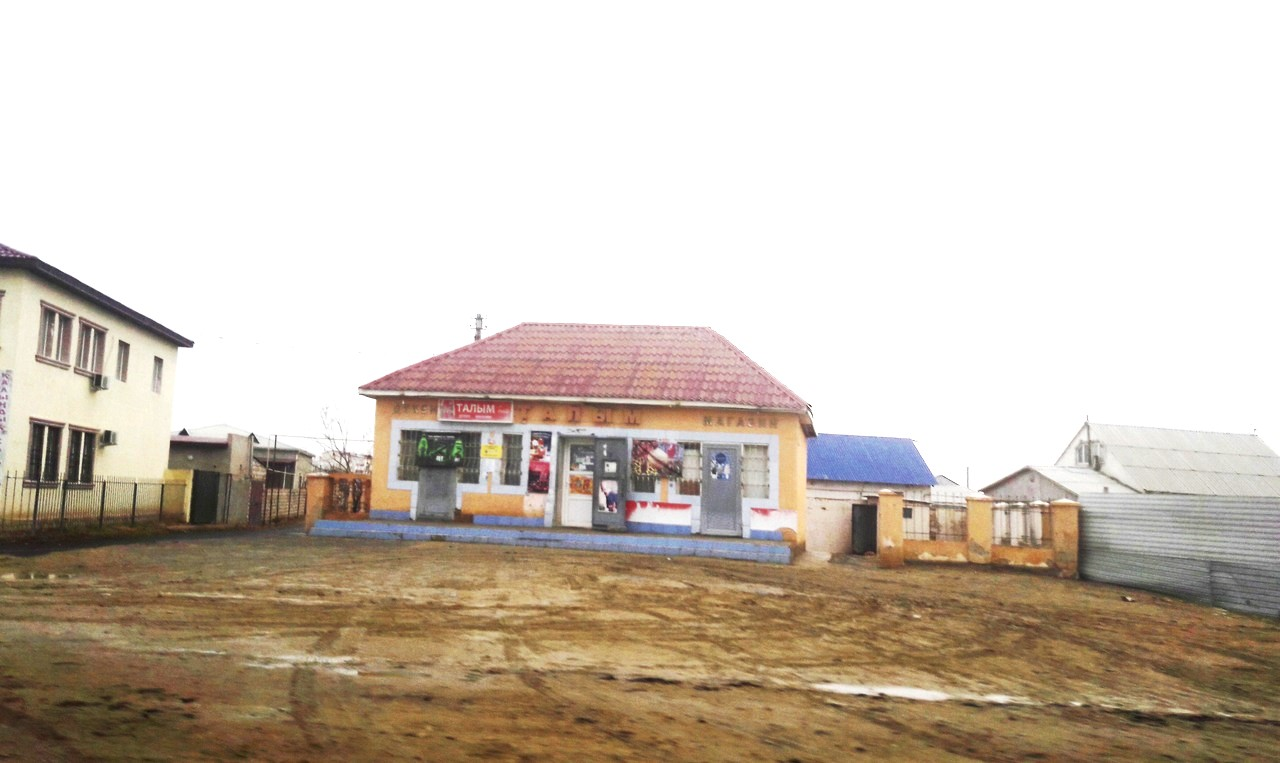
Мангистау
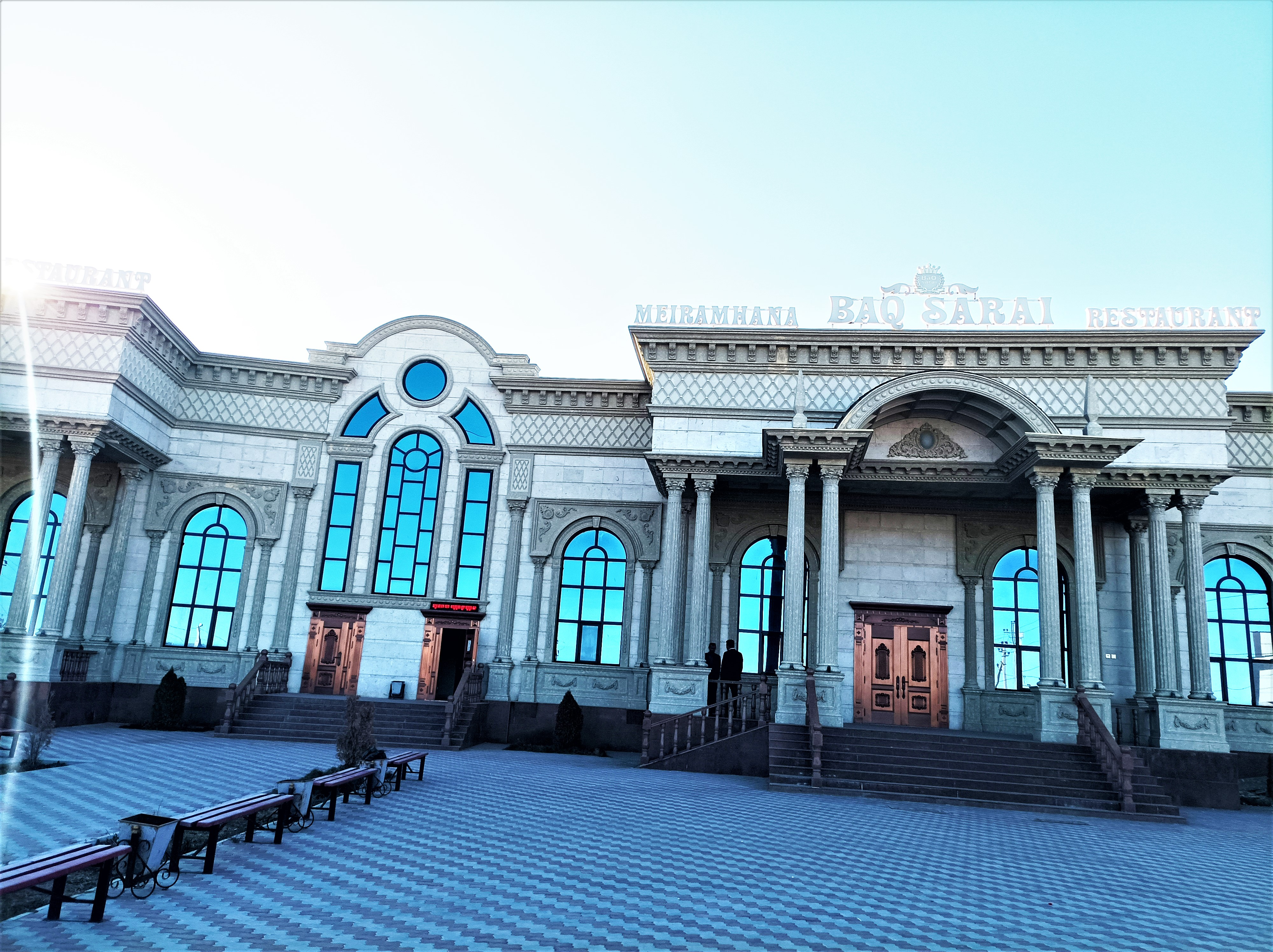
Ресторан «Бақ-Сарай».jpg
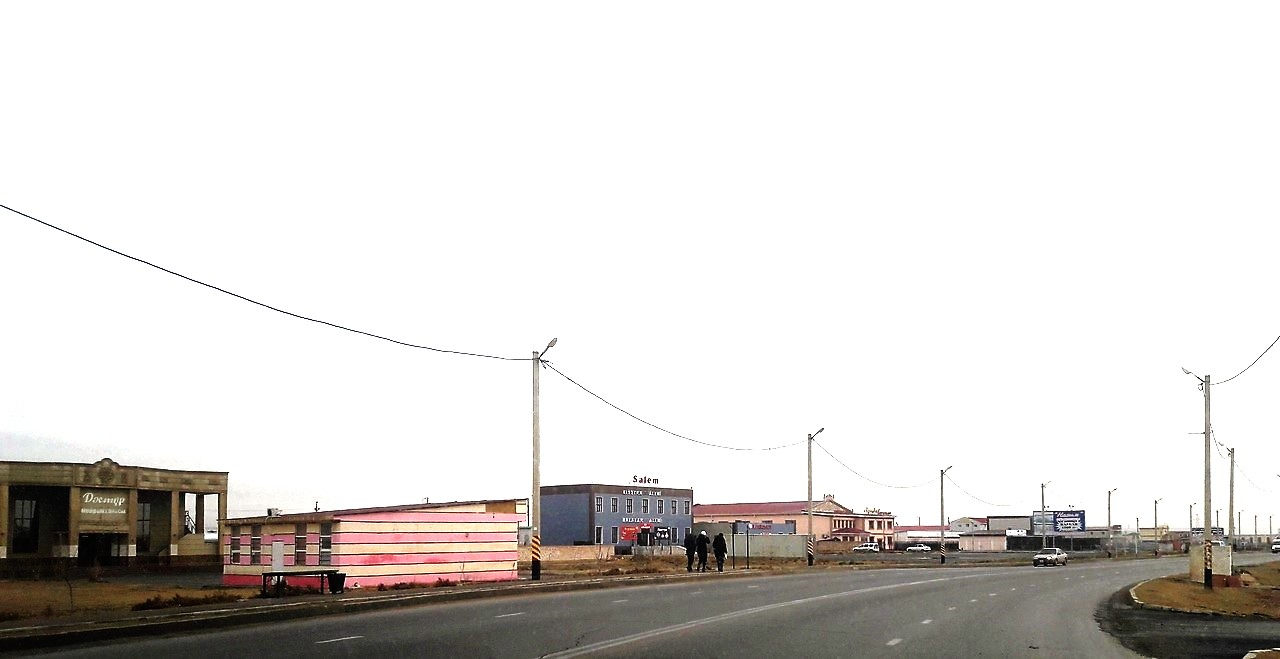
Мангистау